# Хајмлихов маневар
Хајмлихов маневар или трбушни захват је метода прве помоћи која се може применити у циљу деблокирања дисајних путеве и спречавања гушења страним телом доспелим у дисајне путеве.

## Историја и назив
Ову методу прве помоћи први је открио лекар по имену Хенри Хајмлих 1974. године, па је по њему она и добила назив. Он је ову техника користио код особа које су се гушиле страним телом доспелим у дисајне путеве како би  им  помогао да избаце предмет који им блокира дисајне путеве. 
Пре проналаска Хајмлиховог маневра, лекари су препоручивали шамарање (ударање) по леђима као би особи која се гуши помогли да се ослободе страног тела из дисајних путева. 

## Начин извођења
Особи која стоји или седи онај ко указује прву помоћ затвореном шаком обухваћеном дланом друге шаке (види слику десно)  притиска снажно и нагло  преко средине између доње ивице грудне кости и пупка. Овај маневар се извооди брзо и снажно притискањем трбуха према унутра и горе. Током маневра не сме се притискати коштани врх грудне кости, како би се смањила могућност повређивања органа у унутрашњости грудног коша. 
Током маневра прво се изведе пет снажних притиска како би се ваздух из плућа кроз душник потиснуо до гркљана. Тај притисак ваздуха има за циља да избаци страно тело из дисајних путева. 
Ако се у првом акту не постигне резултат,  односно блокада и даље није уклоњена, наставиља се циклус од пет удараца у леђа и пет трбушних притисака све док се предмет не искашљи или особа не почне да дише или кашље.
Хајмлихови захвати се раде или до успешног избацивања страног тела или док особа не изгуби свест. 
Када се страно тело истисне из грудног коша треба руком извадити страно тело из уста, а особу ставити у бочни положај (ако дише након што је отстрањено страно тело). Предмет из  уста пацијента вадити само ако може да се види. Никада немојте брисати уста прстом осим ако не видите предмет у устима особе која се гуши.

## Како урадити Хајмлихов маневар на себи
Ако нико није са вама и почнете да се гушите, можете да урадите Хајмлихов маневар на себи, применом следећих корака:
- стисните песницу једном руком и омотајте другу руку око ње.
- ставите палац шаке одмах испод грудног коша и око 2 инча изнад пупка .
- гурните руке ка унутра и нагоре брзо пет пута.
- понављајте овај поступак док се страно тело не ослободи.

Други метод који можете испробати је да стојите окренути према огради, столици или платформи стола, а затим оштро и брзо гурнути горњи део стомака преке  ивице стола.